# Neurothemis ramburii
Neurothemis ramburii is een libellensoort uit de familie van de korenbouten (Libellulidae), onderorde echte libellen (Anisoptera).
De soort staat op de Rode Lijst van de IUCN als niet bedreigd, beoordelingsjaar 2007.
De wetenschappelijke naam Neurothemis ramburii is voor het eerst geldig gepubliceerd in 1866 door Kaup in Brauer.